# 马基·萨勒
马基·萨勒（法語：Macky Sall，發音：[maki sal]；1961年12月11日—），是塞內加爾政治家，2004年至2007年间任塞内加尔总理。2012年担任塞内加尔共和国第四任总统至2024年。

## 经历
在埃及完成學業的他與總統阿卜杜拉耶·瓦德同屬塞內加爾民主黨的政治領袖，因此於2004年起，被瓦德指派為該國的總理。不過，2007年2月，瓦德競選連任成功後，並未讓萨勒續任其總理職務。

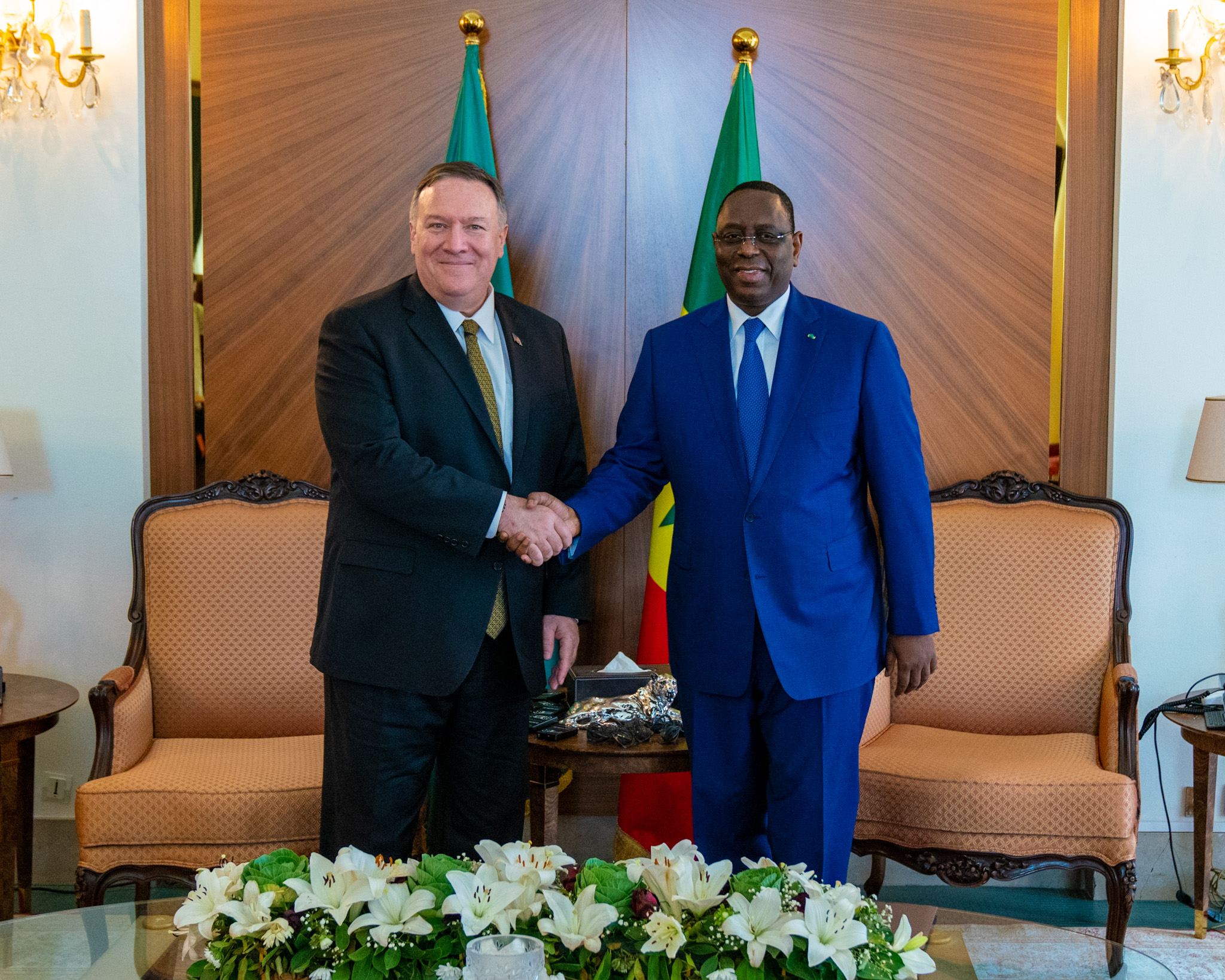
2020年2月16日萨勒在達喀爾与美国国务卿邁克·蓬佩奧会面

### 2012年總統選舉
美国《纽约时报》报导2012年3月25日，他在总统竞选中击败寻求连任的阿卜杜拉耶·瓦德，以65.80%的得票率成功当选为新一任总统。

## 总统任期

### 内政

#### 第二任期
自2019年起，塞内加尔宪法的修正废止了总理一职，使其同时成为了政府首脑。